# Абдусаламов, Магомед Рабадан-Гаджиевич
Магомед Рабадан-Гаджиевич Абдусаламов (10 августа 2002) — российский тхэквондист. Призёр чемпионата России.

## Биография
30 сентября 2020 года ему было присвоено звание мастер спорта России. В апреле 2023 года в Ульяновске завоевал серебряную медаль на Всероссийском турнире к 100-летию ВФСО «Динамо». В конце августа 2023 года в Черкесске стал серебряным призёром чемпионата СКФО. В конце сентября 2023 года в Майкопе на чемпионате России завоевал бронзовую медаль.

## Достижения
- Чемпионат России по тхэквондо 2023 — ;
- Чемпионат России по тхэквондо 2025 — ;